# مناخ آيسلندا

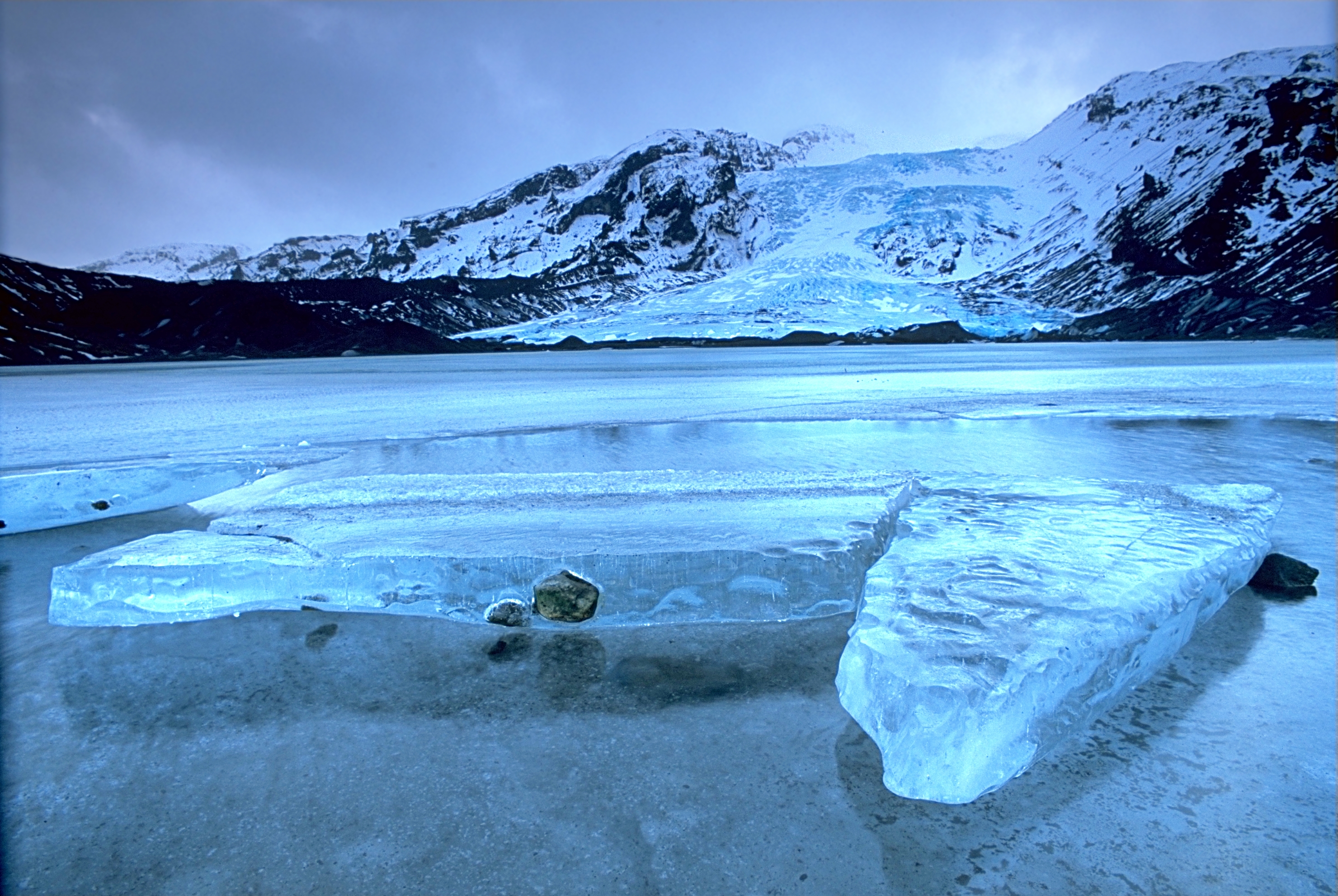
مثلجة إيافيالايوكول، إحدى أصغر الأنهار الجيليدية في آيسلندا

مناخ آيسلندا، يغلب على جزيرة آيسلندا مناخ محيطي شبه قطبي. يحافظ تيار شمال الأطلسي على مناخ أكثر دفئاً للجزيرة من نظيراتها على نفس دائرة العرض. من المناطق ذات المناخ المماثل شبه جزيرة ألاسكا والجزر الألوشية وتييرا دل فويغو على الرغم من أن هذه المناطق أقرب إلى خط الاستواء. على الرغم من قربها من الدائرة القطبية فإن سواحلها خالية من الجليد طوال الشتاء. أما هجمات الجبال الجليدية فنادرة حيث حدث آخرها قرب الساحل الشمالي 1969.

## تفاصيل
هناك بعض الاختلافات في المناخ بين أجزاء الجزيرة المختلفة. بشكل عام يعتبر الساحل الجنوبي أكثر دفئاً ورطوبةً وريحاً من الشمال. تعتبر الأراضي المرتفعة المركزية أبرد مناطق البلاد، بينما المناطق المنخفضة الداخلية في الشمال هي أكثر المناطق القاحلة. تساقط الثلوج في فصل الشتاء أكثر شيوعاً في الشمال من الجنوب.
سجلت أعلى درجات الحرارة في الهواء عند 30.5 درجة مئوية (86.9 درجة فهرنهايت) في 22 يونيو 1939 في تيغارهورن على الساحل الجنوبي الشرقي. بينما وصل أدناها إلى -38 درجة مئوية (-36.4 درجة فهرنهايت) في 22 يناير 1918 في غريمستادير ومودرودالور في المناطق النائية شمال شرق البلاد. سجلات درجات الحرارة في ريكيافيك هي 26.2 درجة مئوية (79.2 درجة فهرنهايت) في 30 يوليو 2008، و-24.5 درجة مئوية (-12.1 درجة فهرنهايت) في 21 يناير 1918.

### جدول درجات الحرارة
| المدينة  | يناير | فبراير | مارس | أبريل | مايو | يونيو | يوليو | أغسطس | سبتمبر | أكتوبر | نوفمبر | ديسمبر |        | المتوسط السنوي |
| -------- | ----- | ------ | ---- | ----- | ---- | ----- | ----- | ----- | ------ | ------ | ------ | ------ | ------ | -------------- |
| ريكيافيك | 1.9   | 2.8    | 3.2  | 5.7   | 9.4  | 11.7  | 13.3  | 13.0  | 10.1   | 6.8    | 3.4    | 2.2    | العظمى | 7.0            |
| ريكيافيك | -3.0  | -2.1   | -2.0 | 0.4   | 3.6  | 6.7   | 8.3   | 7.9   | 5.0    | 2.2    | -1.3   | -2.8   | الصغرى | 1.9            |
| أكوريري  | 0.9   | 1.7    | 2.1  | 5.4   | 9.5  | 13.2  | 14.5  | 13.9  | 9.9    | 5.9    | 2.6    | 1.3    | العظمى | 6.7            |
| أكوريري  | -5.5  | -4.7   | -4.2 | -1.5  | 2.3  | 6.0   | 7.5   | 7.1   | 3.5    | 0.4    | -3.5   | -5.1   | الصغرى | 0.2            |

## الطبيعة المناخية
- هناك أكثر من 20 بركانًا في آيسلندا.
- ولا توجد بها أي غابات كما أن عدد الأشجار منخفض جدًا بها.
- أقصى درجة حرارة تم تسجيلها في آيسلندا هي 30 درجة مئوية.